# Euploea javanica
Euploea javanica är en fjärilsart som beskrevs av Van Eecke 1916. Euploea javanica ingår i släktet Euploea och familjen praktfjärilar. Inga underarter finns listade i Catalogue of Life.